# Asociația Internațională de Lingvistică Aplicată
AILA este acronimul pentru Asociația Internațională de Lingvistică Aplicată (fr  Association Internationale de Linguistique Appliquée sau en  International Association of Applied Linguistics).
AILA este federația internaționnală a asociațiilor naționale sau regionale de lingvistică aplicată. AILA dispune de peste 8 000 de membri în toată lumea care activează în calitate de cercetători în domeniul lingvisticii aplicate.
Lingvistica aplicată este un domeniu de cercetare intredisciplinar care se ocupă cu problemele practice ale limbii și comunicării ce pot fi identificate, analizate și rezolvate prin aplicarea teoriilor, metodelor și rezultatelor lingvistice existente sau prin dezvoltarea unor noi teorii și metode. Lingvistica aplicată diferă de lingvistică  în general analizarea problemelor practice legate de limbă și comunicare care pot fi gasite în viața de zi cu zi. Lingvistica aplicată are de a face cu compenența comunicativă a indivizilor în timpul învațării limbii materne sau a primei limbi straine, sau cu problemele de limba și comunicare dintre societățile umane cum ar fi cele legate de variațiile lingvistice, discriminarea lingvistică, multilingualismul, conflictul lingvistic, politica și planificarea lingvistică.
AILA este o asociație neguvernamentală(ONG) și Statutul B (informare și consultare reciprocă) la fel ca UNESCO.
Oficial România este reprezentată în AILA prin Romanian Working Commission for Applied Linguistics (GRLA/RWCAL) coordonată de  Prof. Tatiana Slama-Cazacu, Universitatea București.